# 캐릭캐릭 체인지의 음반 목록
캐릭캐릭 체인지의 음반 목록은 포니캐년에서 발매된 TV 애니메이션 《캐릭캐릭 체인지》와 관련된 CD에 대해 설명한다.

## 캐릭터 송

### 주제가
2008년 11월 5일에 포니캐년에서 발매된 싱글이다. TV 애니메이션 《캐릭캐릭 체인지》의 캐릭터 송이 수록된 싱글이다. 부르는 사람은 아무 with 란·미키·수(이토 카나에, 아스미 카나, 카토 나나에, 토요사키 아키).
닌텐도 DS용 게임 《수호 캐릭터! 아무의 무지개빛 캐릭터 체인지》의 오프닝 테마와 엔딩 테마를 수록하고 있다. 게임에서 사용할 수 있는 비밀 암호가 포함되어 있다.
수록곡
(전 작사: 사이토 메구미)
1. 무지개빛 캐릭터 체인지![3: 34]
작곡: [카키지마 신지, 편곡: 우에스기 히로시
닌텐도 DS용 게임 《수호 캐릭터! 아무의 무지개빛 캐릭터 체인지》 오프닝 테마
TV애니메이션 《캐릭캐릭 체인지》 제73화 삽입곡
닌텐도 DS용 게임 《수호 캐릭터! 노리노리 캐릭터 리듬》 수록곡
2. 최강 LOVE POWER[3: 49]
작곡: 이치카와 준, 편곡: 우에스기 히로시
닌텐도 DS용 게임 『《수호 캐릭터! 아무의 무지개빛 캐릭터 체인지》 엔딩 테마
TV애니메이션 《캐릭캐릭 체인지》 제62화 삽입곡
3. 니지이로 캐릭터 체인지!(아무와 노래하자 반주)[3: 34]
4. 니지이로 캐릭터 체인지!(란·미키·수와 노래하자 반주)[3: 33]
5. 니지이로 캐릭터 체인지!(반주)[3: 34]
6. 최강 LOVE POWER(아무와 노래하자 반주)[3: 47]
7. 최강 LOVE POWER(란·미키·수와 노래하자 반주)[3: 48]
8. 최강 LOVE POWER(반주)

수록 작품
앨범
- 캐릭터 송 앨범 《수호 캐릭터! 캐릭터 송 콜렉션》(2009년 3월 18일 발매)

## 삽입곡

### 미궁 버터플라이
호시나 우타우의 1집 싱글이다. 2007년 12월 19일에 포니캐년에서 발매되었다. TV 애니메이션 《캐릭캐릭 체인지》의 극중 노래 삽입곡으로, 작중에서 미즈키 나나가 연기하는 아이돌 가수 호시나 우타우의 가공의 악곡을 실제로 CD화한 것이다. 애니메이션 본편에서 실제로 몇 번 호시나 우타우가 노래하는 장면에서 사용되었으며, 가사의 일부는 원작에서 사용된 구절을 사용했다.
초회판과 통상판은 각각 자켓의 그림이 다르며, 초회는 디지팩 사양, 통상은 픽처레벨사양이다. 두 곡 전부 2009년 3월 18일 발매된 〈수호캐릭! 캐릭터송 콜렉션〉에 수록되었다. 미즈키 나나의 라이브 《 NANA MIZUKI LIVE FIGHTER 2008~BLUE SIDE~supported by 아니메로 믹스》에서 〈미궁 버터플라이〉를 미즈키 나나가 선보였다. 〈Blue Moon〉은 애니메이션에는 사용되지 않았다.
2011년 11월 23일 발매의 자신의 2번째 베스트 앨범인 THE MUSEUM II에 〈미궁 버터플라이-diverse-〉로 리메이크되어 수록되었다.
수록곡
1. 미궁 버터플라이[5: 01]
작사: PEACH-PIT, 사이토 메구미, 작곡: dAicE, 편곡: 사이토 유미
2. Blue Moon[4: 14]
작사: 사이토 메구미, 작곡: dAicE, 편곡: 사이토 유미
3. 미궁 버터플라이(Vocal off)
4. Blue Moon(Vocal off)

수록 작품
| 제목            | 수록 작품                          | 발매일          |
| --------------- | ---------------------------------- | --------------- |
| 미궁 버터플라이 | 《수호 캐릭터!캐릭터 송 컬렉션 1》 | 2009년 3월 18일 |

### BLACK DIAMOND
호시나 우타우의 2집 싱글이다. 2008년 8월 6일에 발매되었다. 작중으로 아이돌 가수인 호시나 우타우 보컬을 맡는 밴드 『블랙 다이아몬즈』의 가공의 악곡을 실제로 CD화한 것이다. 애니메이션 본편에서 몇 번 사용되었다. 실제로 출시된 CD의 정식 가수 이름으로서는 “블랙 다이아몬즈 Vo: 호시나 우타우(CV: 미즈키 나나)”지만, 작중에서는 “블랙 다이아몬즈”라는 가수 이름으로 표기된다.
작중에서 바이올린을 연주하는 것은 츠쿠요미 이쿠토 로 되어 있다. “인디스 버전”에서는 바이올린이 아직 사용되지 않았다. 가사의 일부는 원작에서 사용된 문구를 사용하고 있다.
초회판과 통상판이 있는데, 각각 재킷의 도안이 다르다. 초회판은 금속 디지팩 사양, 픽쳐 디스크 사양. 〈BLACKDIAMOND(메이저 버전)〉이 2009년 3월 18일 발매 《수호 캐릭터! 캐릭터 송 콜렉션》에 수록되었다.
수록곡
1. BLACK DIAMOND(메이저 버전)[3: 45]
작사: PEACH-PIT, 斉藤恵, 작곡: 伊橋成哉, 편곡: 上杉洋史
2. BLACK DIAMOND(인디즈 버전)[3: 10]
작사: PEACH-PIT, 斉藤恵, 작·편곡: 伊橋成哉
3. BLACK DIAMOND(메이저 버전)(Vocal off)
4. BLACK DIAMOND(인디즈 버전)(Vocal off)

## 캐릭터 송 콜렉션
2009년 3월 18일에 포니캐년에서 발매된 일련의 음반 시리즈이다. TV 애니메이션 《캐릭캐릭 체인지》시리즈의 캐릭터 송을 수록한 앨범 시리즈로, 2009년 3월 18일에서 2010년 2월 17일에 발매돼 전 3타이틀로 구성되어 있다.
애니메이션의 삽입곡이 된 캐릭터 송 외에도 캐릭터 이미지 송과 게임 사용 곡도 수록되어있다. 발매를 거듭할수록 수록되는 캐릭터는 늘었지만, 소마와 케이, 2기부터 등장한 루루, 3기부터 레귤러로 등장하는 리카와 누리의 곡은 수록되지 않았다.

### 릴리스 목록

#### 1
2009년 3월 18일 발매. 노래는 히나모리 아무(이토 카나에), 란(아스미 카나), 미키(카토 나나에), 수(토요사키 아키), 호시나 우타우(미즈키 나나). 첫회 한정반에는 호시나 우타우의 "Heartful Song"선전용 브로마이드식 카드가 동봉되었다.
거의 싱글에서 발매된 캐릭터 송의 베스트 음반에 가깝지만, “BLACK DIAMOND(인디즈 버전)”만 수록되어 있다. 전 10곡 중 절반을 작중 가수인 우타우의 곡이 차지하고 있다.
수록곡
1. 니지이로 캐릭터 체인지![3: 32]
노래: 아무. with란·미키·수(이토 카나에, 아스미 카나, 카토 나나에, 토요사키 아키)
작사: 사이토 메구미, 작곡: 카키지마 신지, 편곡: 우에스기 히로시
  - 닌텐도 DS 게임 《수호 캐릭터! 아무의 무지개빛 캐릭터 체인지》 주제가
2. TV 애니메이션 《캐릭캐릭 체인지 두근두근》 제73화 삽입곡
3. 미궁 버터플라이[4: 59]
노래: 호시나 우타우(미즈키 나나)
작사: PEACH-PIT, 사이토 메구미, 작곡: dAicE, 편곡: 사이토 유야
4. TV 애니메이션 《캐릭캐릭 체인지》 제12화 ~ 제51화 중 일부 회 삽입곡
5. Happy Xmas[4: 00]
노래: 아무 with 란·미키·수(이토 카나에, 아스미 카나, 카토 나나에, 토요사키 아키)
작사: 사이토 메구미, 작곡: 카키지마 신지, 편곡: 카키지마 신지
6. TV 애니메이션 《캐릭캐릭 체인지 두근두근》 제63화 삽입곡
7. 좋은 일 있을 것[3: 47]
노래: 란·미키·수(아스미 카나, 카토 나나에, 토요사키 아키)
작사: 사이토 메구미, 작곡: 사카이 미키오, 편곡: 사이토 메구미
8. TV 애니메이션 《캐릭캐릭 체인지 두근두근》 제64화 삽입곡
9. 너의 Birthday[3: 21]
노래: 히나모리 아무(이토 카나에)
작사: 사이토 메구미, 작곡: 카키지마 신지, 편곡: 카키지마 신지
10. TV 애니메이션 《캐릭캐릭 체인지 두근두근》 제69화 삽입곡
11. Blue Moon[4: 13]
노래: 호시나 우타우(미즈키 나나)
작사: 사이토 메구미, 작곡: dAicE, 편곡: 사이토 유야
12. BLACK DIAMOND(메이져 버전)[3: 44]
노래: 블랙 다이아몬즈 Vo: 호시나 우타우(미즈키 나나)
작사: PEACH-PIT, 사이토 메구미, 작곡: 이하시 나루야, 편곡: 우에스기 히로시
13. TV 애니메이션 《캐릭캐릭 체인지》 제39화 ~ 제51화 일부 회 삽입곡
작중에서는 우타우에 의해 작사, 이쿠토에 의해 작곡되었으며 바이올린의 연주도 이쿠토에 의한 것으로 알려졌다.
14. 최강 LOVE POWER[3: 45]
노래: 아무. with란·미키·수(이토 카나에, 아스미 카나, 카토 나나에, 토요사키 아키)
작사: 사이토 메구미, 작곡: 이치카와 준, 편곡: 우에스기 히로시
15. TV 애니메이션 《캐릭캐릭 체인지》 제62화 삽입곡
16. Heartful Song[4: 44]
노래: 호시나 우타우(미즈키 나나)
작사: 사이토 메구미, 작곡: 이치카와 준, 편곡: 우에스기 히로시
17. TV 애니메이션 《캐릭캐릭 체인지》 제47말 제55말 제59말 《캐릭캐릭 체인지 두근두근》 제89화 삽입곡
작중에서는 우타우에 의해 작사, 이쿠토에 의해 작곡되었다.
18. 꿈의 꽃 봉오리[1: 27]
보너스 트랙
노래: 호시나 우타우(미즈키 나나)
작사: PEACH-PIT,사이토 메구미 , 작곡: Di'LL, 편곡: Di'LL
19. TV 애니메이션 《캐릭캐릭 체인지》 제42이야기 제43화 삽입곡
어린 시절의 우타우가 부른다는 설정이어서 목소리가 어리다.

#### 2
2009년 8월 5일 발매되었다. 노래는 히나모리 아무(이토 카나에), 호토리 타다세(타카기 레코), 후지사키 나데시코·나기히코(지바 사에코), 유이키 야야(나카무라 토모코), 마시로 리마(야하기 사유리)츠쿠요미 이쿠토(나카무라 유이치), 호시나 우타우(미즈키 나나), 사쿠라이 유아(쿠기미야 리에). 닌텐도 DS용 게임 《수호 캐릭터! 노리노리 캐릭터 리듬》에 수록된 곡을 다수 수록. 1은 주인공 짜면 그 수호 캐릭터 3명, 가수인 가수의 곡밖에 수록되지 않았지만 이번부터는 수록 캐릭터도 크게 늘었다.
수록곡
1. 컬러풀 하트 비트
노래: 아무. with가디언(이토 카나에, 타카기 레코, 지바 사에코, 나카무라 토모코, 야하기 사유리)
작사: 사이토 메구미, 작곡: 사이토 메구미, 편곡: 사이토 메구미
2. 시크릿 프린세스
노래: 사쿠라이 유아(쿠기미야 리에)
작사: 사이토 메구미, 작곡: 이치카와 준, 편곡: Di'LL
3. TV 애니메이션 《캐릭캐릭 체인지 두근두근》 제86화 삽입곡
4. 작은 별, The Little Prince~
노래: 호토리 타다세(타카기 레코)
작사: 사이토 메구미, 작곡: 사이토 메구미, 편곡: 사이토 메구미
5. 언젠가는 로맨스
노래: 마시로 리마(야하기 사유리)
작사: 사이토 메구미, 작곡: 사이토 메구미, 편곡: 사이토 메구미
6. 커져라
노래: 유이키 야야(나카무라 토모코)
7. TV 애니메이션 《수호캐릭터!!! 두근두근》 제5화 삽입곡
작사: 사이토 메구미, 작곡: 사이토 메구미, 편곡: 사이토 메구미
8. 꽃 편지
노래: 후지사키 나데시코· 후지사키 나기히코(치바 사에코)
작사: 사이토 메구미, 작곡: 사이토 메구미, 편곡: 사이토 메구미
9. TV 애니메이션 《수호캐릭터!!! 두근두근》 제7화 삽입곡
10. 달밤의 마리오네트
노래: 츠쿠요미 이쿠토(나카무라 유이치)
작사: 사이토 메구미, 작곡: 이치카와 준, 편곡: 야마자키 준
11. 태양이 어울려 
노래: 호시나 우타우(미즈키 나나)
작사: 사이토 메구미, 작곡: 이하시 나루야, 편곡: 야마자키 준
12. TV 애니메이션 《캐릭캐릭 체인지 두근두근》 제93이야기 《수호캐릭터!!! 두근두근》 제3화 삽입곡
13. 시크릿 프린세스(아무 Ver.)
보너스 트랙
노래: 히나모리 아무(이토 카나에)
작사: 사이토 메구미, 작곡: 이치카와 준, 편곡: Di'LL

#### 3
2010년 2월 17일에 발매되었다. 노래는 히나모리 아무(이토 카나에), 란(아스미 카나), 미키(카토 나나에), 수(도요 사키 아키), 호시나 우타우(미즈키 나나). 애니메이션 3년째의 코너"수호 캐릭터!도감"에서 방송되는 신곡을 모은 앨범이다. 녹화 곡수이 줄고 미니 앨범이 된 만큼, 전작까지보다 가격이 낮다.
1. 암호는 오픈 하트
노래: 히나모리 아무(이토 카나에)
작사: 사이토 메구미, 작곡, 편곡: 마치다 토시유키
2. 반쪽의 하트
노래: 히나모리 아무(이토 카나에)
작사: 사이토 메구미, 작곡: 마치다 토시유키, 편곡: 마치다 토시유키
3. 달걀 전사 수호 봄버
노래: 란, 미키, 수, 다이아몬드(아스미 카나, 카토 나나에, 토요사키 아키, 이토 카나에)
작사: 사이토 메구미, 작곡: 사이토 메구미, 편곡: 사이토 메구미&Di'LL
4. TV 애니메이션 《수호캐릭터! 쁘띠쁘띠》 제36화 삽입곡
5. 붉은 빛 하늘
노래: 호시나 우타우(미즈키 나나)
작사: 사이토 메구미, 작곡: 이치카와 준, 편곡: 마치다 토시유키
6. 꿈을 쫓는RACER
노래: 히나모리 아무(이토 카나에)
작사: 사이토 메구미, 작곡: Yatchi, 편곡: Yatchi

## 컴필레이션 앨범
2010년 3월 10일에 포니캐년에서 발매된 TV시리즈의 모음집이다.  첫회 한정반은 CD+DVD, 통상반은 CD전용 각 구성으로 되어 있다. 첫회 한정반과 통상반(첫회 생산분)에는 오리지널 트레이딩 카드가 1장(전 3종)봉입되어 있다. 첫회 한정반에는 애니메이션 일러스트 mini포스터가 봉입되어 있다.
수록곡
CD
1. 고마워~ 많이 감사해!~[3: 49]
노래: 수호 캐릭터 에그!
작사: 카와 카미 나츠키, 작곡, 편곡: 하라다 나오야
2. Going On![4: 06]
노래: 가디언즈4
작사: 카와 카미 나츠키, 작곡, 편곡: 사이토 유야
3. 나의 알(わたしのたまご)[4: 33]
노래: 수호 캐릭터 에그!
작사: 카와 카미 나츠키, 작곡, 편곡: 키노시타 요시유키
4. PARTY TIME[3: 44]
노래: 가디언즈4
작사: 카와 카미 나츠키, 작곡, 편곡: 히비노 히로시
5. School Days(수호 캐릭터 에그!Ver.)[3: 56]
작사: 카와 카미 나츠키, 작곡: [BOUNCEBACK]], 편곡: 히비노 히로시
6. School Days[3: 56]
노래: 가디언즈4
작사: 카와 카미 나츠키, 작곡: BOUNCEBACK, 편곡: 히비노 히로시
7. 맡겨줘♪ 가디언에게(수호 캐릭터 에그!Ver.)[3: 18]
작사: 카와카미 나츠키, 작곡, 편곡: 사이토 유야
8. 맡겨줘♪ 가디언에게[3: 18]
노래: 가디언즈4
작사: 카와 카미 나츠키, 작곡, 편곡: 사이토 유야
9. 수호 수호![3: 16]
노래: 수호 캐릭터 에그!
작사: 카와 카미 나츠키, 작곡: TATSUYA, 편곡: 아베 준
10. 모두의 달걀[3: 34]
작사: 카와 카미 나츠키, 작곡: 히비노 히로시, 편곡: 아베 준
11. 모두 정말 좋아해[3: 49]
노래: Buono!
작사: 암리우 수, 작곡:  [이노우에 신지로]], 편곡: [니시카와 스스무]]
12. 마음의 달걀[3: 57]
노래: Buono!
작사: 카와 카미 나츠키, 작곡: 무라마쯔 테츠야, 편곡: 아베 준
13. 고마워~ 많이 감사해!~(가디언즈 4&수호 캐릭터 에그!Buono!전원 집합 ver.)[3: 50]
노래:  가디언즈4·수호 캐릭터 에그!·Buono!
작사: 카와카미 나츠키, 작곡, 편곡: 하라다 나오야

DVD(초회 한정반만)
1. 가디언즈 4"PARTY TIME""Going On!"
"수호 캐릭터 파티!"논 텔롭 오프닝 영상)
2. 수호 캐릭터 에그!
"수호 캐릭터 파티!"미공개·NG집
3. TV스폿집
가ー디앙즈 4"Going On!""PARTY TIME""School Days"" 맡기♪ 가디언"

수호 캐릭터 에그!"수호 수호""모두의 알